# 그레타 안데르센
그레타 마리 안데르센(덴마크어: Greta Marie Andersen, 1927년 5월 1일 ~ 2023년 2월 6일)은 덴마크의 수영 선수로 1948년 런던 올림픽에서 100m 자유형 금메달과 400m 자유형 계주 은메달을 획득하였다. 1950년대 중반에 미국으로 이주하여 50 마일 까지의 거리에서 마라톤 수영의 세계 기록들을 세웠다.

## 생애
코펜하겐에서 태어난 안데르센은 체조를 하면서 스포츠를 시작했고, 16세 때에 수영을 시작하였다. 1947년 덴마크 국가대표로 발탁되어 몬테카를로에서 열린 유럽 선수권 대회에서 2개의 메달을 따고, 이듬해 런던에서 열린 1948년 하계 올림픽에서 100m 자유형 경주 1위와 400m 자유형 계주 2위를 하였다. 400m 자유형 경주에서 갑작스런 위경련으로 인하여 완주하는 데 실패하였고 어지러움을 호소하여 물에 빠졌다가 구조되었다. 1949년 안데르센은 100 야드 자유형에서 58.2초의 세계 기록을 세웠으며 이는 7년간 유지되었다. 헬싱키에서 열린 1952년 하계 올림픽에서 3개의 종목들에 나갔으나 무릎 수술에 의하여 한쪽 다리를 쓰지 못해 메달 획득에 실패하였다. 유럽에서 자신의 경력 동안에 덴마크 선수권 대회에서 9회 우승했고, 몇몇의 단체 타이틀과 4개의 개인적 스칸디나비아 타이틀을 우승하였다.
1950년대 중반에 안데르센은 미국 캘리포니아주의 롱비치로 이민을 가 후에 미국 시민권을 취득했다. 거기서 마라톤 수영으로 전향하여 채널 제도를 수영으로 횡단한 최초의 인간이 되었다. 또한 10마일, 25마일과 50마일에서 세계 기록들을 세우기도 하였다. 1957년과 1965년 사이에 영국 해협을 6번이나 가로지르며 헤엄쳐 가장 많은 해협 수영을 완주한 여성이 되었고, 1958년에 마라톤 수영 속력 세계 여자 기록을 세웠다.
1960년 롱비치에 수영 학교를 세웠고, 1969년 국제 수영 연맹 명예의 전당에 헌액되었다.
2023년 2월 6일 95세의 나이로 사망하였다.